# Józef Kalisz (elektronik)
Józef Kalisz (ur. 12 września 1935 w Łodzi, zm. 19 czerwca 2012) – polski naukowiec z dziedziny elektroniki, specjalizujący się w elektronice cyfrowej i precyzyjnej metrologii czasu, nauczyciel akademicki, wynalazca, profesor Wojskowej Akademii Technicznej.

## Życiorys
Absolwent Liceum Ogólnokształcącego w Stargardzie (1952). W 1957 roku ukończył studia na Wydziale Elektrycznym Politechniki Śląskiej o specjalności automatyka, m.in. pod kierunkiem prof. Stefana Węgrzyna. W 1958 roku uzyskał dyplom magistra inżyniera elektryka. Po studiach pracował na Politechnice Szczecińskiej, w Katedrze Miernictwa Elektrycznego, kierowanej przez prof. Zygmunta Paryskiego. 
W latach 1960–63 był konstruktorem-elektronikiem w Zakładzie Doświadczalnym Biura Urządzeń Techniki Jądrowej w Warszawie na Żeraniu. Opracował tam m.in. pionierskie konstrukcje radiometrów tranzystorowych. Od 1963 roku podjął pracę jako adiunkt w Instytucie Badań Jądrowych w Świerku, początkowo w Zakładzie Fizyki IA, a następnie w Zakładzie Elektroniki, kierowanym przez prof. Jana Kosackiego. W 1967 roku uzyskał stopień doktora nauk technicznych. Był konstruktorem innowacyjnych urządzeń pomiarowych, służących głównie do precyzyjnej generacji i metrologii odcinka czasu. Przy współpracy z zespołem badawczym prof. Zbigniewa Puzewicza (Wojskowa Akademia Techniczna) opracował prototyp miernika czasu do dalmierza laserowego, pierwszego w Polsce z wykorzystaniem cyfrowych układów scalonych. W 1971 roku uzyskał stopień doktora habilitowanego. W okresie 1971–72 był stypendystą Consiglio Nazionale delle Ricerche (CNR) we Włoszech i pracował w Uniwersytecie Mediolańskim oraz w instytucie Euratomu w Isprze, pod kierownictwem prof. Luigi Stanchi. 
W grudniu 1972, na zaproszenie Dziekana Wydziału Elektroniki WAT, prof. Kazimierza Dzięciołowskiego, podjął pracę w Wojskowej Akademii Technicznej jako kierownik Katedry Mikroelektroniki, przekształconej później w Zakład Techniki Cyfrowej. Zainicjował prowadzenie przedmiotu "Układy cyfrowe" i napisał monografię "Cyfrowe układy scalone w technice systemowej". W 1981 roku otrzymał tytuł profesora. 
Zorganizował zespół badawczy metrologii czasu, koncentrujący się na nowych metodach i urządzeniach do pomiaru odcinka czasu z pikosekundową precyzją. Zaproponował nowy, dwustopniowy ekspander czasu (1982), który umożliwił opracowanie w zespole miernika czasu o rozdzielczości 1 ps, co w czasie publikacji (1985, 1987) było najlepszym wynikiem na świecie. Wynalazł nowatorską metodę wielokrotnej interpolacji czasu, która została pomyślnie zweryfikowana praktycznie. Wraz z zespołem opracowywał unikalne konstrukcje urządzeń pomiarowych dla jednostek badawczych i przemysłu, m.in. precyzyjny licznik czasu do dalmierza satelitarnego w CBK PAN (Obserwatorium Astrogeodynamiczne w Borówcu k/Poznania). Napisał nową monografię "Podstawy elektroniki cyfrowej" (WKiŁ, 1991). Książka ta była następnie publikowana w kolejnych czterech, zmienionych wydaniach (1993, 1997, 2002, 2007).
W połowie lat 90. XX wieku opracował układ nowego, cyfrowego konwertera czas-liczba, możliwego do realizacji w nowoczesnej technologii CMOS FPGA. Na tej podstawie w jego zespole został wykonany scalony konwerter, a następnie licznik interpolacyjny o rozdzielczości 200 ps. Uzyskane wyniki zostały opublikowane w trzech artykułach w „IEEE Transactions on Instrumentation and Measurement” w 1997 roku. W tym samym roku twórcy licznika i Wojskowa Akademia Techniczna zostali uhonorowani Złotym Medalem z Wyróżnieniem na Światowej Wystawie Wynalazczości „46th World Exhibition of Innovation, Research and New Technology EUREKA’97” w Brukseli. Był to pierwszy, scalony licznik FPGA na świecie o tak wysokiej precyzji i dużym zakresie pomiarowym, który jednocześnie miał bardzo małe rozmiary, wagę i moc strat, niski koszt i wysoką niezawodność. Liczniki te były stosowane w Anglii do produkcji nowoczesnych systemów dalmierzy laserowych, stosowanych do celów nawigacyjnych w portach morskich. 
Kolejne generacje takich scalonych układów licznikowych zostały opracowane z użyciem wysokich technologii CMOS FPGA i nowatorskiej metody konwersji czasowo-cyfrowej przez dwie niezależne linie kodujące w dwustopniowym układzie interpolacyjnym. Układy te wykorzystano do zaprojektowania precyzyjnych liczników czasu i częstotliwości jako zaawansowanych modułów pomiarowych z interfejsami PCI, USB i WiFi. Przy pomiarze odcinka czasu uzyskano precyzję poniżej 35 ps, co w 2010 roku stanowiło najlepszy wynik na świecie w tej kategorii urządzeń pomiarowych. Liczniki te są stosowane m.in. w laboratoriach Polskiej Akademii Nauk oraz w laboratoriach zagranicznych, zajmujących się wytwarzaniem i dystrybucją globalnej skali czasu.
Komplementarnym zadaniem w odniesieniu do precyzyjnych pomiarów odcinka czasu jest generacja odcinków czasu o pikosekundowej precyzji. Prof. J. Kalisz zaproponował metodę składania takich odcinków z całkowitej liczby okresów sygnału o precyzyjnie dobranej częstotliwości. Z wykorzystaniem tej metody zostały opracowane pierwsze na świecie moduły generatorów odcinka czasu z interfejsem PCI, USB i WiFi o precyzji lepszej od 20 ps. 
Ustanowił zasadę, że prowadzone prace badawcze powinny być na tyle wartościowe, aby ich wyniki były publikowane w prestiżowych czasopismach naukowych, indeksowanych w znanej bazie „ISI Web of Knowledge”. W listopadzie 2011 jego wskaźniki bibliometryczne z tej bazy były następujące: 34 publikacje, 247 cytowań, wskaźnik Hirscha h = 8.
Jest autorem 14 patentów polskich i zagranicznych. Był promotorem 15 doktorantów. Byli nimi m.in. prof. Ryszard Pełka i prof. Tomasz Kaźmierski. 
Publikował w czasopismach "Forum Akademickie" i "Rzeczpospolita" artykuły na tematy dotyczące reform w polskiej nauce. M.in. postulował zakup dla wszystkich polskich uczelni licencji na dostęp do bazy bibliometrycznej „ISI Web of Knowledge”, co zostało zrealizowane przez Ministerstwo Nauki i Szkolnictwa Wyższego (MNiSW) w 2010 roku. Był zwolennikiem autonomii uczelni wyższych (znacznego ograniczenia przepisów ustawowych i zarządzeń ministerstwa), likwidacji przyznawania tytułów profesorskich („belwederskich”), habilitacji i Centralnej Komisji ds. Stopni i Tytułów. Uważa, że trzeba walczyć z rozpowszechnionym w polskiej nauce „pozoranctwem naukowym”, które stanowi główną (poza brakiem funduszy) przeszkodę jej rozwoju. 

## Wybrane publikacje
Publikacje na podstawie listy zamieszczonej na stronach Wojskowej Akademii Technicznej:
- R. Szplet, Z Jachna, K. Rozyc, J. Kalisz: High precision time and frequency counter for mobile applications, WSEAS Transactions on Circuits and Systems, Issue 6, Vol. 9, June 2010, pp. 399–409
- R. Szplet, J. Kalisz, Z Jachna: A 45 ps time digitizer with a two-phase clock and dual-edge two-stage interpolation in a field programmable gate array device, Measurement Science and Technology, 20 (2009) 025108 (11pp)
- J. Kalisz, Z. Jachna: Metastability tests of flip-flops in programmable digital circuits, Microelectronics Journal, Vol. 37, Issue 2, February 2006, pp. 174–180
- R. Szymanowski, J. Kalisz: Field programmable gate array time counter with two-stage interpolation, Review of Scientific Instruments,  Vol. 76 (2005), No. 4, 045104 (5 pages)
- J. Kalisz: Review of methods for time interval measurements with picosecond resolution, Metrologia, Vol. 41 (2004), No. 1, pp.17–32
- J. Kalisz, K. Różyc, Z. Jachna: Virtual time counters with ISA, PCI and PXI interfaces, Metrology and Measurement Systems, Vol. X (2003), No. 3, pp. 331–337
- J. Kalisz, A. Poniecki, K. Różyc: A simple, precise, and low jitter delay/gate generator, Review of Scientific Instruments,  Vol. 74 (2003), No. 7, pp. 3507–3509
- J. Kalisz, T. Orżanowski: The Delay-Locked Loop technique for temperature stabilization of internal delays of CMOS FPGA devices, Electronics Letters, Vol. 36, No. 14, 2000, pp. 1184–1185
- R. Szplet, J. Kalisz, R. Szymanowski: Interpolating time counter with 100-ps resolution on a single FPGA device, IEEE Transactions on Instrumentation and Measurement, Vol. 49, No. 4, August 2000, pp. 879–883
- J. Kalisz, R. Szplet, R. Pełka, A. Poniecki: Single-chip low-cost time counter for distance measurements with 3 cm resolution, Journal of Optics, Vol. 29, 1998, pp. 199–205
- J. Kalisz, R. Szplet, R. Pełka: Single-chip interpolating time counter with 200-ps resolution and 43-s range, IEEE Transactions on Instrumentation and Measurement, Vol. 46, No. 4, August 1997, pp. 851–856
- R. Pełka, J. Kalisz, R. Szplet: Nonlinearity correction of the integrated time-to-digital converter with direct coding, IEEE Transactions on Instrumentation and Measurement, Vol. 46, No. 2, April 1997, pp. 449–452
- J. Kalisz, R. Szplet, J. Pasierbinski, A. Poniecki: Field-Programmable-Gate-Array-Based Time-to-Digital Converter with 200-ps Resolution, IEEE Trans. on Instrum. and Measurement, Vol. 46, No. 1, February 1997, pp. 51–55
- J. Kalisz, R. Szplet: Time-to-digital converter with direct coding and 100-ps resolution, Electronics  Letters, Vol. 31, No. 19, 1995, pp. 1658–1659
- J. Kalisz, R. Pełka, A. Poniecki: Precision time counter for laser ranging to satellites, Review of Scientific Instruments, Vol. 65, March 1994, pp. 736–741
- J. Kalisz, R. Pełka: Improved time-interval counting techniques for laser ranging systems,  IEEE Transactions on Instrumentation and Measurement, Vol. 42, No. 2, April 1993, pp. 301–303
- J. Kalisz: General-purpose languages simulate simple circuits,  Electronic Design News - EDN, September 17, 1990, pp. 205–214
- 18. J. Kalisz, M. Pawłowski, R. Pełka: Prazisions-Zeitintervall-Mess-System, Elektronik, Nr 4, 1988, 65–68
- J. Kalisz: Program sets up multiplexer as logic chip, EDN,  September 29, 1988, pp. 195–196
- J. Kalisz: Determination of short-term error caused by the reference clock in precision time-interval measurement and generation,  IEEE Transactions on Instrumentation and Measurement,   Vol. IM-37, No. 2, June 1988, pp. 315–316
- J. Kalisz, M. Pawłowski, R. Pełka: Error analysis and design of the Nutt time-interval digitiser  with picosecond resolution, Journal of Physics E: Scientific Instrumentation, vol. 20, 1987, pp. 1330–1341
- J. Kalisz, M. Pawłowski, R. Pełka: A multiple interpolation method for fast and precise time digitizing, IEEE Transactions on Instrumentation and Measurement, Vol. IM-35, No.2, June 1986, pp. 163–169
- J. Kalisz, M. Pawłowski, R. Pełka: A method for autocalibration of the interpolation time-interval digitiser with picosecond resolution, Journal of Physics E: Scientific Instrumentation, Vol.18, 1985, pp. 444–452
- J. Kalisz: Two-stage configuration of the nanosecond time stretcher,  Journal of Physics E: Scientific Instrumentation, Vol.15, 1982, p. 1161

### Dysertacje
1. Rozprawa doktorska:  Analiza szybkich układów koincydencji dwu- i wielokrotnych przy uwzględnieniu statystycznego rozrzutu opóźnień,  Raport IBJ, Nr. 806/III/1967, 81 str.
2. Rozprawa habilitacyjna:  Analiza szybkich układów koincydencji podwójno-potrójnych i podwójno-wielokrotnych przy uwzględnieniu statystycznych rozrzutów czasowych, Raport IBJ, Nr. 964/III/E, 1968, 45 str.